# Aftersun (2022)
Aftersun ist ein Filmdrama von Charlotte Wells. Rückblickend erinnert sich eine Erwachsene, wie sie als elfjähriges Mädchen die Sommerferien mit ihrem jungen Vater an einem türkischen Badeort verbrachte. In ihrem Spielfilmdebüt verbindet Wells Camcorder-Aufnahmen mit realen und imaginären Erinnerungen. Die Hauptrollen übernahmen Paul Mescal und Frankie Corio. Aftersun wurde vielfach ausgezeichnet und gewann Kritikerumfragen für den besten Film beziehungsweise Debütfilm des Jahres. Hauptdarsteller Mescal wurde außerdem eine Oscar-Nominierung zuerkannt.
Die britisch-amerikanische Koproduktion feierte im Mai 2022 bei den Filmfestspielen in Cannes ihre Premiere und kam am 18. November 2022 in die Kinos im Vereinigten Königreich. Ein deutscher Kinostart erfolgte im Dezember 2022.

## Handlung
Kurz vor ihrem Geburtstag erinnert sich die 30-jährige Sophie an einen Urlaub mit ihrem Vater vor zwanzig Jahren und studiert die Camcorder-Videos von damals. Ende der 1990er-Jahre ist sie gerade elf geworden, als sie mit ihrem 30-jährigen Vater Calum eine Woche in einem preisgünstigen Resort an der türkischen Riviera verbringt. Zu dieser Zeit leben Sophies Eltern getrennt voneinander. Sie wohnt mit ihrer Mutter in Edinburgh, während Calum in London lebt. Calum erwähnt gegenüber Sophie, sich nie wirklich in Edinburgh zu Hause gefühlt zu haben. Er berichtet ihr von seinem Plan, mit einem Freund ein Haus außerhalb Londons zu beziehen und Sophie bei sich wohnen zu lassen. Gleichzeitig ist die Beziehung zu seiner Freundin in die Brüche gegangen. Calum widmet sich während des Urlaubs der Kampfkunst Tai Chi, was seiner Tochter peinlich ist und was sie als „Ninja Moves“ verspottet. Auch kauft er einen teuren Teppich, den er sich kaum leisten kann und der später die Wohnung der erwachsenen Sophie ziert.
Die Urlaubsfreuden werden anfänglich durch Baulärm im Hotel getrübt. Auch wird ihnen statt des gebuchten Zimmers mit zwei Einzelbetten eine Unterkunft mit Doppelbett zugewiesen. Calum überlässt daraufhin seiner Tochter das Bett und muss fortan mit einem kleinen Zustellbett vorliebnehmen. Er hat sich vor dem Urlaub das Handgelenk gebrochen und trägt einen Gipsverband. Er gibt an, sich nicht daran erinnern zu können, wie die Verletzung zustande gekommen ist. Vater und Tochter verbringen während ihres Urlaubs gemeinsam Zeit am Pool oder am Strand und nehmen am Animationsprogramm teil. Sophies Wunsch, einmal über dem Meer Gleitschirmfliegen zu dürfen, bleibt unerfüllt. Entgegen den Erwartungen ihres Vaters freundet sich Sophie in der Hotelanlage vermehrt mit älteren Jugendlichen an, die sie mit ihren Billardkünsten beeindrucken kann. Diese halten Vater und Tochter anfänglich für Geschwister. Die älteren Mädchen tauschen sich heimlich auf der Toilette über ihre ersten sexuellen Erfahrungen aus, während die Gruppe in der Nacht auch Alkohol konsumiert. Eines der Mädchen schenkt Sophie zum Abschied sein All-inclusive-Armband.
Bei einem Karaoke-Abend weigert sich Calum, wie früher mit seiner Tochter auf die Bühne zu steigen. Daraufhin interpretiert Sophie allein mehr schlecht als recht das Lied Losing My Religion. Sie wirft kurz danach ihrem Vater vor, unter Geldsorgen zu leiden, als der ihr Gesangsunterricht in Aussicht stellt. Dies führt zu Missstimmung zwischen den beiden. Während sich Calum die Nacht über ins Hotelzimmer zurückzieht und die Camcorder-Aufnahmen des Tages studiert, verbringt Sophie Zeit mit den älteren Jugendlichen. Auch trifft sie den etwa gleichaltrigen Mike wieder, den sie beim gemeinsamen Arcade-Spiel kennengelernt hat, und tauscht mit ihm erste schüchterne Küsse am Pool aus. Als sie ins Hotelzimmer zurückkehren will, findet sie die Tür verschlossen vor. Zur selben Zeit irrt Calum ziellos durch die Nacht und geht schließlich bekleidet ins Meer, wo er im Dunkeln zu verschwinden scheint. Währenddessen schläft Sophie an der Hotelrezeption, ehe sie von einem Angestellten ins Zimmer gelassen wird, wo sie ihren Vater nackt schlafend auf dem Doppelbett vorfindet.
Am nächsten Tag, Calums 31. Geburtstag, unternehmen beide einen Tagesausflug mit dem Bus. Calum hat vorher genervt auf Sophies Frage reagiert, was er in ihrem Alter für Zukunftsvorstellungen hatte. Er berichtet ihr, dass seine Eltern seinen 11. Geburtstag vergessen hatten. Auch kann er keinen Grund für eine frische, oberflächliche Verletzung an seiner Schulter angeben. Während des Ausflugs besuchen Calum und Sophie eine Therme und archäologische Stätten. Sie animiert heimlich die Mitreisenden dazu, für ihren Vater spontan ein Geburtstagsständchen zu singen. Später allein im Hotelzimmer ist Calum von hinten zu sehen, wie er heftig weint. In der Folge entschuldigt er sich bei seiner Tochter für letzte Nacht. Er gibt ihr zu verstehen, mit ihm über alles reden zu können, auch über mögliche Erfahrungen mit Drogen. Den letzten Abend tanzen beide gemeinsam zum Lied Under Pressure, trotz Sophies anfänglichem Widerwillen. Am nächsten Tag bringt Calum Sophie zum Flughafen, wo sie ohne ihn zurück nach Edinburgh fliegt. Der Text einer Postkarte und die Camcorder-Aufnahmen von ihrem Abschied deuten an, dass Calum seine Tochter sehr geliebt hat. Während des Films wird wiederholt die erwachsene Sophie gezeigt, wie sie sich im Stroboskoplicht auf einer Tanzfläche bewegt und dabei vermeintlich ihrem Vater begegnet. Zum Ende des Films vermischen sich die Camcorder-Aufnahmen mit den Geräuschen von Sophies Baby.

## Produktion

### Filmstab und Besetzung
Regie führte Charlotte Wells, die auch das Drehbuch schrieb. Es handelt sich nach mehreren preisgekrönten Kurzfilmen um das Spielfilmdebüt der gebürtigen Schottin, die ein Filmstudium an der Tisch School of the Arts absolvierte. Das Drehbuch für Aftersun entwickelte sie 2020 im Rahmen des Sundance Screenwriters Lab. Der Film sei nicht per se autobiografisch, aber gefühlt, so Wells. Sie verwendet den Begriff „persönliches Filmemachen“ („personal filmmaking“). In der Zeit, in der der Film spielt, Ende der 1990er Jahre, wurde Wells erwachsen und konnte daher aus ihr am meisten schöpfen. Den Verlust ihres eigenen Vaters hatte Welles bereits in ihrem Kurzfilm Tuesday aus dem Jahr 2015 verarbeitet. Die Idee für Aftersun kam ihr, als sie alte Familienfotos durchschaute. Sie sei beeindruckt gewesen, wie jung ihr Vater auf diesen Bildern aussah, und sie selbst war in dem Alter wie er damals. Hieraus entwickelte sie die Prämisse dieses jungen Vaters und seiner Tochter im Urlaub, die man für Geschwister halten könnte.
Die Hauptrollen von Calum und Sophie wurden mit Paul Mescal und Frankie Corio besetzt. Als rückblickende Erwachsene wird sie von Celia Rowlson-Hall gespielt. Brooklyn Toulson spielt Mike, den Sophie im Hotel kennenlernt.

### Filmförderung und Dreharbeiten
Vom Film Fund des British Film Institute erhielt Aftersun eine Förderung von insgesamt 920.000 £.
Die Dreharbeiten fanden in der Türkei statt. Als Kameramann fungierte der Brite/Waliser Gregory Oke. Es handelt sich nach einigen Kurzfilmen und Raf von Harry Cepka um seinen zweiten Spielfilm in dieser Funktion.

### Schnitt und Filmmusik
Der für den Schnitt des Films verantwortliche Editor Blair McClendon war zuletzt ebenfalls für Raf, für The Assistant von Kitty Green und After Sherman von Jon Sesrie Goff tätig. Laut Wells dauerten die Arbeiten bis zur endgültigen Schnittfassung sieben Monate an.
Die Filmmusik komponierte der an der Royal Academy of Music in London ausgebildete und in Schottland lebende Cellist Oliver Coates. Er war auch als Komponist für den ebenfalls 2022 veröffentlichten Film The Stranger von Thomas M. Wright tätig. Aftersun verwendet zudem einen Pop-Soundtrack der 1990er Jahre. Das Soundtrack-Album mit insgesamt 14 Musikstücken wurde am 13. Januar 2023 von Lakeshore Records und Invada Records als Download veröffentlicht.

### Veröffentlichung
Die Premiere des Films erfolgte am 21. Mai 2022 bei den Filmfestspielen in Cannes, wo er in der Semaine de la Critique gezeigt wurde. Mescal war bei dem Festival ebenfalls in dem dort vorgestellten Filmdrama God’s Creatures zu sehen. In Cannes erwarb A24 die Rechte für Nordamerika. Ende Juni 2022 wurde er beim Filmfest München gezeigt und Anfang Juli 2022 beim Internationalen Filmfestival Karlovy Vary. Im August 2022 wurde er beim Melbourne International Film Festival vorgestellt, Anfang September 2022 beim Festival des amerikanischen Films in Deauville im Hauptwettbewerb. Ebenfalls im September 2022 waren Vorstellungen beim Toronto International Film Festival, bei der Filmkunstmesse Leipzig und beim Zurich Film Festival geplant. Im Oktober 2022 wurde er beim Vancouver International Film Festival, beim New York Film Festival, beim Chicago International Film Festival und beim Busan International Film Festival gezeigt. Am 21. Oktober 2022 kam der Film in ausgewählte US-Kinos. Der Kinostart im Vereinigten Königreich erfolgte am 18. November 2022, in Deutschland am 15. Dezember 2022.

## Rezeption

### Altersfreigabe und Kritiken
In Deutschland wurde der Film von der FSK ab 12 Jahren freigegeben. In der Freigabebegründung heißt es, die liebevolle Beziehung zwischen der vor dem Erwachsenwerden stehenden Tochter und ihrem idealistischen Vater werde einfühlsam und nachdenklich porträtiert. So verbinde der Film Coming-of-Age-Geschichte mit Familiendrama. In diesem emotional intensiven Rahmen würden Gewalt, Selbsttötung und Verlust thematisiert, doch Kinder und Jugendliche ab 12 Jahren seien bereits in der Lage, diese Aspekte in die Geschichte einzuordnen und sich ausreichend zu distanzieren. Außerdem würden die ruhige Erzählweise, die Dialoge und die harmonische Grundstimmung des Films ihnen ausreichend Entlastung bieten.
Von den bei Rotten Tomatoes aufgeführten Kritiken sind 96 Prozent positiv bei einer durchschnittlichen Bewertung mit 8,8 von 10 möglichen Punkten, womit er aus den 23. Annual Golden Tomato Awards als Drittplatzierter unter den Filmdramen des Jahres 2022 hervorging. Auf Metacritic erhielt der Film einen Metascore von 95 von 100 möglichen Punkten. In der Kritikerumfrage der britischen Filmzeitschrift Sight & Sound wurde Aftersun zum besten Film des Kinojahres 2022 gewählt. In der IndieWire Critics Poll des Jahres 2022 landete Aftersun hinter Tár auf dem zweiten Platz und auf dem ersten Platz unter den Debütfilmen.

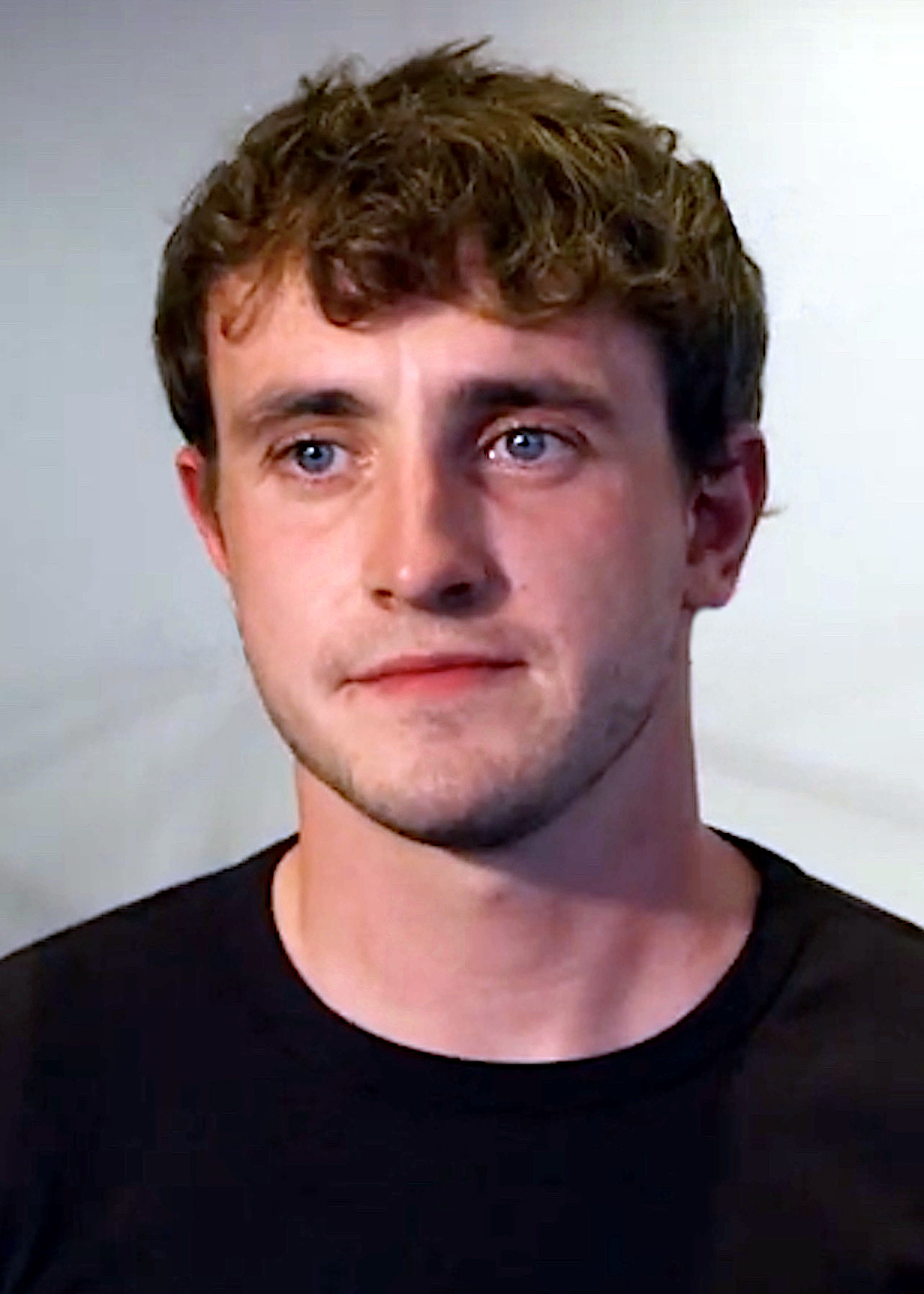
Paul Mescal spielt Calum

Rory O’Connor von The Film Stage betont in seiner Kritik die Frische von Charlotte Wells’ Film und die Lebendigkeit seiner Farben und Emotionen. Aftersun sei sowohl ein üppiges Sinneserlebnis als auch furchtbar traurig. Auch wenn in dem Film nichts besonders Schlimmes passiere, liege diese Stimmung in der Luft, und nach dem Sehen fühle man eine Art Traurigkeit, die man nicht genau beschreiben könne. Aftersun sei ein wunderschöner Film, den man mit Lynne Ramsays Ratcatcher vergleichen könne. Gemeinsam mit ihrem Kameramann Gregory Oke habe Wells eine Ästhetik geschaffen, die durch den reichen Einsatz von Farben und Licht und ein scharfes Auge für Details Sophies kindliche Perspektive verdeutliche, so O’Connor. In einer wunderschönen Szene am Anfang als sich Calum im Hotel für eine Zigarette auf den Balkon zurückzieht, während Sophie schläft und man nur deren Atmung hört, und von hinten aufgenommen auf Musik zu tanzen beginnt, die nur er hört, beweise Paul Mescal eine wunderbare Körperlichkeit. Ein Höhepunkt spiele sich während einer Karaoke-Show ab, als Sophie versucht, ihren Vater zu überreden, mit ihr zusammen Losing My Religion von R.E.M. zu singen.
Sarah Milner von Slash Film schreibt in ihrer Kritik, der stets charmante Paul Mescal mit seinem süßen Gesicht spiele den alleinerziehenden Vater Calum mit Höhen und herzzerreißenden Tiefen, und der Figur liege eine Einsamkeit inne, aber auch ein Mangel an Selbstbewusstsein. Er gehe voll in der Rolle auf, und seine Traurigkeit sei spürbar. Frankie Corio ihrerseits brilliere in der Rolle seiner Tochter Sophie. Die Chemie zwischen ihr und Mescal mache es dem Zuschauer leicht, sich in der Erzählung und diesen Erinnerungen zu verlieren, genau wie die erwachsene Sophie es tue. Gleichzeitig werde der Zuschauer dazu angehalten, die Lücken zu füllen und so die Teilnahme an der narrativen Konstruktion zu erzwingen.
Sofia Glasl schreibt in der Süddeutschen Zeitung, die Konstellation aus Tochter Sophie und ihrem Vater Calum, der mit eigenen Dämonen zu kämpfen hatte, erinnere immer wieder an die Familien-Variationen in den Filmen von Sofia Coppola, vor allem in ihrem Vater-Tochter-Drama Somewhere von 2010. Wells gehe jedoch noch einen Schritt weiter: „sie setzt nicht nur auf Drama und Dialog, sondern hält den Gedankenstrom in der Schwebe zwischen der unbeschwerten Vertrautheit von Vater und Tochter und einem subtilen Gefühl des Abschieds – von Kindheiten, Lebensträumen und endgültigen Selbstbildern.“ Das funktioniere in Aftersun nicht zuletzt wegen der sensationellen Besetzung mit Paul Mescal und Kinderdarstellerin Frankie Corio.
Heike Angermaier schreibt in Blickpunkt:Film, man komme Sophie und ihrem Vater ganz nahe, in Videokameraaufnahmen, die sie voneinander machen, und den anderen von Kameramann Gregory Oke eingefangenen, die ein bisschen rau anmuteten und in denen die Stimmung des Moments und ein Hauch Nostalgie enthalten seien. Die bittersüße Stimmung würden auch die perfekt ausgewählten Songs auf den Punkt bringen. Von Wells und ihren Hauptdarstellern werde man noch hören und wolle man unbedingt mehr sehen nach diesem schönen, manchmal herzzerreißenden Film, so Angermaier.
Michael Meyns schreibt in seiner Funktion als Filmkorrespondent der Gilde deutscher Filmkunsttheater, dass Aftersun nicht im Präsens, sondern im Perfekt erzählt wird, wenn sich die ältere, lebenserfahrene Sophie an diese Momente mit ihrem Vater an der türkischen Küste zurückerinnert, verleihe den gezeigten Begebenheiten eine tiefe Melancholie. Im Ergebnis sei Aftersun ein beeindruckender Debütfilm, der von der Flüchtigkeit von Erinnerungen erzählt.

### Auszeichnungen
Seit seiner Premiere im Mai 2022 gewann Aftersun mehr als 30 internationale Film- und Festivalpreise und wurde für mehr als 60 weitere nominiert. Im Rahmen der Verleihung der British Academy Film Awards 2023 befindet sich der Film unter anderem in Longlists in den Kategorien Bester Film, Beste Regie und Bestes Drehbuch und Paul Mescal als Bester Hauptdarsteller. Im Folgenden eine Auswahl.
Alliance of Women Film Journalists Awards 2023
- Nominierung für die Beste Regie (Charlotte Wells)
- Nominierung als Bester Schauspieler (Paul Mescal)
- Nominierung für das Beste Drehbuch (Charlotte Wells)
- Nominierung als Beste Regisseurin (Charlotte Wells)
- Nominierung als Beste Drehbuchautorin (Charlotte Wells)
- Nominierung für die Beste Nachwuchsleistung (Frankie Corio)[40]

British Academy Film Awards 2023
- Auszeichnung für die Beste Nachwuchsleistung (Charlotte Wells)
- Nominierung als Bester britischer Film (Charlotte Wells)
- Nominierung als Bester Hauptdarsteller (Paul Mescal)
- Nominierung für das Beste Casting

British Independent Film Awards 2022
- Auszeichnung als Bester britischer Independent-Film (Charlotte Wells, Barry Jenkins, Mark Ceryak, Adele Romanski, Amy Jackson)
- Auszeichnung für die Beste Regie (Charlotte Wells)
- Auszeichnung für das Beste Regiedebüt (Charlotte Wells)
- Auszeichnung für das Beste Drehbuch (Charlotte Wells)
- Nominierung als Beste gemeinsame Hauptdarsteller (Frankie Corio und Paul Mescal)
- Nominierung als Beste Nachwuchsdarstellerin (Frankie Corio)
- Nominierung für das Beste Casting (Lucy Pardee)
- Auszeichnung für die Beste Kamera (Gregory Oke)
- Nominierung für das Beste Kostümdesign (Frank Gallacher)
- Auszeichnung für den Besten Schnitt (Blair McClendon)
- Nominierung für das Beste Make-up und Hair Design (Oya Aygör und Murat Çağin)
- Nominierung für die Beste Ausstattung (Bailur Turan)
- Nominierung für die Beste Originalmusik (Oliver Coates)
- Nominierung für den Besten Ton
- Auszeichnung für die Bests Music Supervision (Lucy Bright)[41][42][43]

Chicago Film Critics Association Awards 2022
- Nominierung als Bester Film
- Nominierung für das Beste Drehbuch (Charlotte Wells)
- Nominierung für den Besten Filmschnitt
- Auszeichnung als Most Promising Filmmaker (Charlotte Wells)
- Nominierung als Most Promising Performer (Frankie Corio)
- Nominierung als Bester Hauptdarsteller (Paul Mescal)[44]

Critics’ Choice Movie Awards 2023
- Nominierung für das Beste Originaldrehbuch (Charlotte Wells)
- Nominierung als Bester Hauptdarsteller (Paul Mescal)
- Nominierung als Beste Jugenddarstellerin (Frankie Corio)[45]

Directors Guild of America Awards 2023
- Auszeichnung für das Beste Regiedebüt (Charlotte Wells)[46]

Europäischer Filmpreis 2022
- Nominierung als Bester Darsteller (Paul Mescal)

Festival des amerikanischen Films 2022
- Auszeichnung mit dem Grand Prix im Hauptwettbewerb
- Auszeichnung mit dem Kritikerpreis[47]

Festival de Cine Europeo de Sevilla 2022
- Nominierung in der Sektion The New Waves[48]

Filmfest München 2022
- Auszeichnung mit dem CineVision Award als Bester internationaler Nachwuchsfilm (Charlotte Wells)[49]

Gotham Awards 2022
- Nominierung als Bester Film
- Auszeichnung für die Beste Nachwuchsregie (Charlotte Wells)
- Nominierung als Bester Darsteller (Paul Mescal)
- Nominierung als Beste Nachwuchsdarstellerin (Frankie Corio)

Goya 2024
- Nominierung als Bester europäischer Film

Independent Spirit Awards 2023
- Auszeichnung als Bester Debütfilm (Charlotte Wells)
- Nominierung als Bester Hauptdarsteller (Paul Mescal)
- Nominierung für die Beste Breakthrough-Performance (Frankie Corio)
- Nominierung für die Beste Kamera (Gregory Oke)
- Nominierung für den Besten Schnitt (Blair McClendon)[50]

Internationale Filmfestspiele von Cannes 2022
- Nominierung im Spielfilmwettbewerb der Semaine de la Critique
- Nominierung für die Caméra d’Or
- Auszeichnung mit dem Prix French Touch du Jury[51][52]

London Critics’ Circle Film Awards 2023
- Nominierung als Bester Film
- Nominierung als Bester britischer Film
- Nominierung für die Beste Regie (Charlotte Wells)
- Auszeichnung für die Beste britische Nachwuchsregie (Charlotte Wells)
- Nominierung für das Beste Drehbuch (Charlotte Wells)
- Nominierung als Bester Hauptdarsteller (Paul Mescal)
- Nominierung als Bester britischer Darsteller (Paul Mescal)
- Auszeichnung als Beste britische Nachwuchsdarstellerin (Frankie Corio)[53][54]

Los Angeles Film Critics Association Awards 2022
- Auszeichnung für den Besten Filmschnitt (Blair McClendon)[55]

Melbourne International Film Festival 2022
- Nominierung im Bright Horizons Competition[56]

Montclair Film Festival 2022
- Auszeichnung mit dem Preis der Jury im Spielfilmwettbewerb[57]

Mostra Internacional de Cinema em São Paulo 2022
- Auszeichnung als Bester Film im New Directors Competition (Charlotte Wells)[58]

National Board of Review Awards 2022
- Auszeichnung für das Beste Regiedebüt (Charlotte Wells)
- Aufnahme in die Top-Ten-Filme[59]

National Society of Film Critics Awards 2023
- Gewinnerin in der Kategorie „Beste Regie“ (Charlotte Wells)
- Zweitplatzierter in der Kategorie „Bester Film“
- Zweitplatzierter in der Kategorie „Bester Hauptdarsteller“ (Paul Mescal)[60]

New York Film Critics Circle Awards 2022
- Auszeichnung als Bestes Erstlingswerk (Charlotte Wells)[61]

Online Film Critics Society Awards 2023
- Nominierung als Bester Film
- Nominierung für die Beste Regie (Charlotte Wells)
- Nominierung als Bester Debütfilm (Charlotte Wells)
- Nominierung als Bester Hauptdarsteller (Paul Mescal)[62]

Oscarverleihung 2023
- Nominierung als Bester Hauptdarsteller (Paul Mescal)

Sarajevo Film Festival 2022
- Auszeichnung mit dem Special Award for Promoting Gender Equality (Charlotte Wells)[63]

Zurich Film Festival 2022
- Nominierung im Spielfilm Wettbewerb[21]

### Künstlerische Würdigung
Ein Szenenbild der Fotografin und Künstlerin Sarah Makharine, das die Hauptdarsteller Paul Mescal und Frankie Corio beim Tanzen zeigt, wurde als Plakat für die Sektion Semaine de la critique des Filmfestivals von Cannes 2023 ausgewählt. Der Film war in derselben Sektion ein Jahr zuvor uraufgeführt worden.

## Synchronisation
Die deutsche Synchronisation entstand nach einem Dialogbuch von Sophie Decker und der Dialogregie von Ulrike von Lenski im Auftrag der K13 Studios Berlin GmbH.
| Darsteller        | Synchronsprecher    | Rolle             |
| ----------------- | ------------------- | ----------------- |
| Paul Mescal       | Patrick Stamme      | Calum             |
| Frankie Corio     | Lou von Lenski      | Sophie (jung)     |
| Sally Messham     | Christin Marquitan  | Belinda           |
| Kayleigh Coleman  | Helene Prahl        | Jane              |
| Ruby Thompson     | Amelie Plaas-Link   | Laura             |
| Brooklyn Toulson  | Anam Richter        | Michael           |
| Spike Fearn       | Simon Kunze         | Olly              |
| Ethan James Smith | Christian Hankammer | Scott             |
| Sarah Makharine   | Saskia Kochalski    | Sophies Partnerin |
| Cafer Karahan     | Stefan Gossler      | Teppichverkäufer  |
| Harry Perdios     | Theodor Prahl       | Toby              |